# Bretten
Bretten er en by i den tyske delstat Baden-Württemberg, der er beliggende i kreisen Karlsruhe. Den har 28.157 indbyggere (2006).

## Geografi
Bretten har et areal på 71,12 kvadratkilometer og ligger i den sydvestlige del af Tyskland.